# Polytrichum longidens
Polytrichum longidens là một loài Rêu trong họ Polytrichaceae. Loài này được (Ångström) Ångström miêu tả khoa học đầu tiên năm 1855.